# 셴턴 토머스
토머스 경 셴턴 화이트레지 토머스(영어: Sir Thomas Shenton Whitelegge Thomas, 말레이어: Sir Thomas Shenton Whitelegge Thomas)는 해협식민지의 마지막 총독(싱가포르의 총독)이다. 셴턴 토머스 경(Sir Shenton Thomas)으로 알려져있다. 1934년부터 1942년까지 재임하였으며, 그 기간 동안 제2차 세계대전이 발발하였고, 다시 1945년 9월부터 해협식민지가 해체된 1946년 4월까지 재임하였다.

## 같이 보기
- 엘리자베스 초이 - 싱가포르의 교육자 및 제2차 세계대전 당시의 저항 운동가